# 強化子RNA

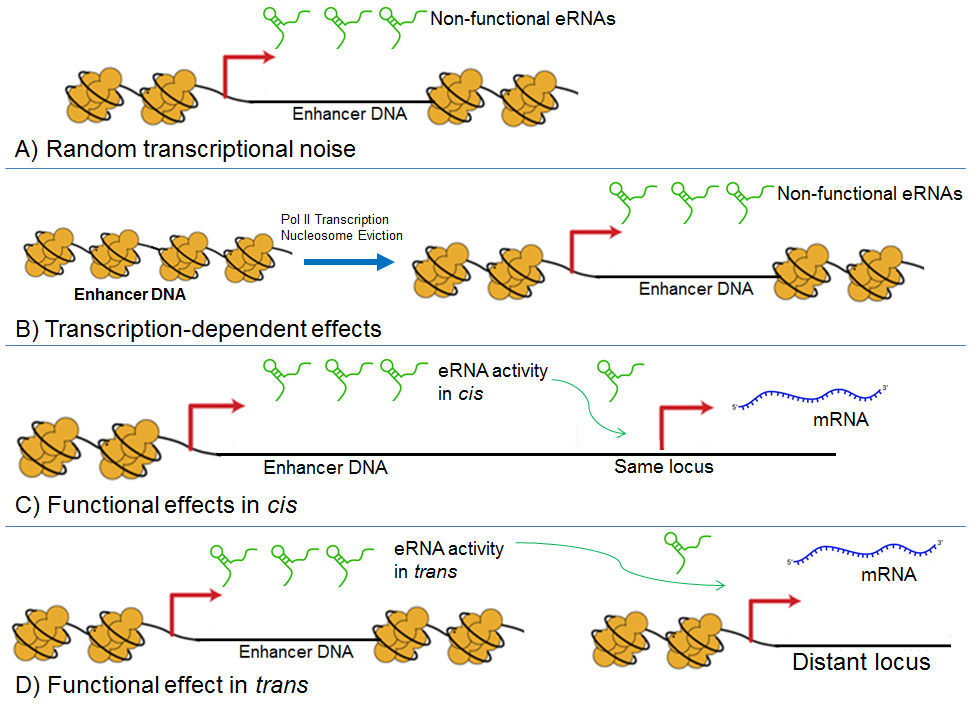
強化子RNA可能的作用機制

強化子RNA（Enhancer RNA，簡稱eRNA）是真核生物基因組中強化子序列轉錄產生的非編碼RNA，長50nt至4000nt之間，此類RNA於2010年由RNA測序與ChIP-seq等大規模測序技術測得。強化子為基因組中與RNA聚合酶Ⅱ、中介體和轉錄因子結合以啟動基因轉錄的重要序列，其轉錄生成的強化子RNA大多留在細胞核中，此類RNA大多不穩定，易被細胞核中的外切體降解，但可能可調控其他基因的轉錄。並非所有強化子皆可轉錄，有研究顯示僅有少數強化子可轉錄產生出eRNA，可能為較為活躍的強化子。有些強化子RNA具複雜的次級結構，並帶有m6A等鹼基修飾。
強化子RNA可分為1D eRNA與2D eRNA兩大類，兩者長度、多腺苷酸化情況與轉錄方向皆有差異，1D eRNA的轉錄為單向，長度可達數千nt，較常被多腺苷酸化，一般由H3K4me1/H3K4me3比值較低的強化子轉錄；2D eRNA的轉錄則為雙向，且長度較短，介於50nt至2000nt之間，轉錄的強化子H3K4me1/H3K4me3較高。
有研究認為強化子RNA僅是基因轉錄的中的雜訊，即由染色體結構疏鬆的區域所隨機轉錄產生、不具重要功能的RNA，但有許多研究認為強化子RNA可能具重要的轉錄調控功能，可影響特定基因的表現，其詳細機制尚不明朗，但目前已有數個假說被提出，有些強化子RNA可能可和組蛋白修飾酶或轉錄因子等調控蛋白結合，以促進該強化子所控制基因的轉錄，例如周期蛋白D1基因強化子轉錄出的eRNA可結合組蛋白乙醯轉移酶以促進周期蛋白D1的轉錄，受p53調控的各目標基因之強化子p53BER也可轉錄出eRNA以促進各目標基因轉錄；還有些強化子RNA可能可調控其他較遠位點的基因的轉錄。有eRNA可能可作為一些癌症病理狀況的生物標記。